# 皇家師姐III雌雄大盜
《皇家師姐III雌雄大盜》（英語：In the Line of Duty III）是1988年香港警匪動作片，由元奎導演，楊麗菁、藤岡弘、翁世傑、西脇美智子主演。

## 故事
雌雄大盜血腥劫掠日本珠寶作品展後潛逃香港， 女警臨時受命追緝雌雄大盗。

## 演員
- 楊麗菁
- 藤岡弘
- 翁世傑
- 西脇美智子
- 岳華
- 狄威
- 秦沛
- 黃錦燊
- 馮淬帆
- 吳耀漢
- 曾志偉
- 馬斯晨
- 吳君如
- 彭健新
- 侯煥玲

## 外部連結
- 香港影庫上《皇家師姐III雌雄大盜》的資料（繁體中文）
- 豆瓣电影上《皇家師姐III雌雄大盜》的資料 （简体中文）
- 时光网上《皇家師姐III雌雄大盜》的資料（简体中文）
- 互联网电影数据库（IMDb）上《皇家師姐III雌雄大盜》的资料（英文）